# Piotr Krakowski (piłkarz)
Piotr Krakowski (lit. Petras Krakauskas, ur. 15 marca 1957 w Sejnach) – polski piłkarz pochodzenia litewskiego, napastnik, obecnie trener klubu 07 Vestur z miejscowości Sørvágur i Sandavágur.

## Kariera klubowa
Krakowski rozpoczynał swą karierę piłkarską w klubie Wigry Suwałki, który wtedy rozgrywał mecze w IV lidze. Zawodnik ten grał tam tylko jeden sezon (1975/76) i razem z klubem awansował do III ligi.
W 1976 przeszedł do pierwszoligowego Lecha Poznań. Od tamtej pory występował tam w pięciu sezonach. Podczas pierwszego wystąpił w dwóch spotkaniach, zdobywając jedną bramkę, w drugim zagrał w dwudziestu siedmiu meczach, zdobywając kolejne dwa gole. Nie wszedł na boisko w swoim trzecim sezonie, a w czwartym i piątym pojawił się na nim tylko trzynaście razy, zdobywając jednego gola.
W 1980 zakończył przygodę z Lechem Poznań i zaczął grać dla Olimpii Poznań, którą opuścił w 1985. Z Poznania przeniósł się do Zagłębia Lubin, w którym grał przez trzy sezony. W każdym z nich rozegrał niemal trzydzieści spotkań, ale zdobył jedynie sześć goli, po trzy w dwóch pierwszych sezonach. Jego ostatnim klubem w Polsce była na krótko Warta Poznań, którą opuścił w 1989.
W drugiej połowie roku Krakowski znalazł się na Wyspach Owczych, gdzie zaczął grać dla B71 Sandoy. Już w 1990 został trenerem tej drużyny, choć nadal występował w jej barwach aż do 1996. W roku, w którym przeszedł do klubu wywalczył on swój pierwszy awans do Formuladeildin, jednak już w następnym sezonie odpadli po zajęciu ostatniego miejsca w tabeli. Kolejny awans wydarzył się również podczas bytności Krakowskiego w drużynie, w 1991. Zespół utrzymał się wtedy w pierwszej lidze do 1997. Krakowski rozegrał od sezonu 1992 siedemdziesiąt cztery spotkania i zdobył sześć bramek.
Ostatnimi dwoma klubami w jakich grał były: FS Vágar i ÍF Fuglafjørður. Dla pierwszego zagrał w siedemnastu meczach, a dla drugiego w sześciu nie zdobywając żadnych bramek. W 1998 zakończył karierę piłkarską.

## Kariera trenerska
Koniec kariery zawodnika nie oznaczał jednak zupełnego zerwania z piłką nożną. Krakowski został w 2001 trenerem stołecznego klubu B36 Tórshavn. W sezonie 2001 jego drużyna zdobyła pierwsze miejsce w tabeli, a w sezonie 2002 drugie. Kolejnym klubem przez niego prowadzonym był EB/Streymur w latach 2003–2007, zespół ten zaczął jednak odnosić większe sukcesy dopiero po odejściu polskiego trenera.
Od 2008 Piotr Krakowski był trenerem 07 Vestur, z którym awansował do sezonu 2009 pierwszej ligi archipelagu. Sezon ten zakończył się jednak dla jego klubu porażką i spadł do niższej ligi. Polski trener podpisał jednak, w październiku 2009 kontrakt z innym klubem z 1.deild, B71 Sandoy, w wyniku którego stał się jego trenerem na sezon 2010.